# Гамильтон, Джейн
Джейн Гамильтон (англ. Jane Hamilton; род. 13 июля 1957, Ок-Парк, Иллинойс) — американская писательница.

## Биография
Джейн Гамильтон родилась и выросла в Оук-Парке, штат Иллинойс, младшая из пяти детей. В средней школе и колледже она получала призы за стихи и короткие рассказы, но ей всегда говорили, что писательская карьера ей не светит. Из-за плохого произношения она не верила, что сможет стать редактором. Окончила школу Oak Park and River Forest High School в 1975 году.
После колледжа Гамильтон была принята на стажировку в детское издательство Dell и отправилась в Нью-Йорк с намерением стать редактором. По ее словам, она остановилась, чтобы посетить яблоневый сад друга в Рочестере, штат Висконсин. Там она познакомилась со своим будущим мужем. Вскоре после этого она переехала в фермерский дом, где находился фруктовый сад, что позволило ей свободно писать в межсезонье, когда закончен сбор урожая.
Несмотря на отказы в аспирантуре, в которую она подавала документы, Гамильтон продолжала писать в свободное время. В 1983 году её рассказ «Моя собственная земля» положил начало её карьере, когда стажер передал его редактору Harper’s Magazine Хелен Роган. За публикацией «Моей собственной земли» вскоре последовал ещё больший успех, когда рассказ «Счастливый конец тети Мардж» был опубликован Harper’s Magazine в декабре 1983 года. Позднее «Счастливый конец тети Мардж» появился в сборнике The Best American Short Stories 1984.
Её первый роман, «Книга Рут», был опубликован в 1988 году и получил премию PEN/Hemingway Award for Debut Novel, премию Great Lakes Colleges Association и премию Wisconsin Library Association Banta Book Award в 1989 году. В 2004 году по книге был снят одноимённый телефильм.
В 1994 году опубликовала роман «Карта мира», который был экранизирован в 1999 году и в том же году была включена в программу Oprah’s Book Club. Её третий роман, «Краткая история принца», опубликованный в 1998 году, стал лучшей книгой 1998 года по версии журнала Publishers Weekly. Роман также был включён в шорт-лист Женской премии за художественную литературу 1999 года. В 2000 году Гамильтон была названа Висконсинской библиотечной ассоциацией заметным автором штата Висконсин.
Действие всех ее книг, по крайней мере частично, происходит в Висконсине. Действие романа «Карта мира» происходит в округе Расин, штат Висконсин. Писательница Лора Мориарти говорит: «Мне нравится Джейн Гамильтон за то, что она с сочувствием изображает персонажей, которых большинство людей высмеяли бы, и за то, как её книги показывают красоту сельской жизни, не романтизируя её».
В интервью газете The Journal Times в ноябре 2006 года Гамильтон рассказала о том, что вдохновило её на написания романов. Будучи студенткой Карлтонского колледжа, она услышала, как один из профессоров сказал, что однажды она напишет роман. Гамильтон написала всего два коротких рассказа для профессорского класса. Подслушанный разговор придал ей уверенности. «То, что я подслушала, а не он сказал мне об этом напрямую, имело гораздо большую силу», — говорит она.

## Личная жизнь
Гамильтон замужем и имеет детей. Большая часть произведений Гамильтон отражает её личный опыт, проявляющийся в обстановке, персонажах и событиях, которые происходят в её произведениях. Она объясняет свой успех влиянием сильных женщин, мужа и родственников, которые обеспечили ей условия, в которых она могла работать, и чистой удачей. Она благодарна за поддержку своему мужу, которому она читает вслух свои произведения, чтобы получить обратную связь, и который поощрял её творчество на протяжении многих лет. Сегодня Гамильтон живет на ферме с фруктовым садом — месте, где она вырастила семью и написала свои романы. Она говорит, что писательство остаётся её «навязчивой идеей» и что она пишет каждый день.